# Mohgaon
Mohgaon là một thị xã và là một nagar panchayat của quận Chhindwara thuộc bang Madhya Pradesh, Ấn Độ.

## Địa lý
Mohgaon có vị trí 21°39′B 78°43′Đ / 21,65°B 78,72°Đ Nó có độ cao trung bình là 366 mét (1200 feet).

## Nhân khẩu
Theo điều tra dân số năm 2001 của Ấn Độ, Mohgaon có dân số 9890 người. Phái nam chiếm 52% tổng số dân và phái nữ chiếm 48%. Mohgaon có tỷ lệ 62% biết đọc biết viết, cao hơn tỷ lệ trung bình toàn quốc là 59,5%: tỷ lệ cho phái nam là 69%, và tỷ lệ cho phái nữ là 55%. Tại Mohgaon, 14% dân số nhỏ hơn 6 tuổi.